# Кавкаска зелкова
Кавкаска зелкова (Zelkova carpinifolia (Pall.) K. Koch) синоними Zelkova acuminata Planch., Zelkova crenata Spach., Zelkova ulmoides C. K. Schneid. Научно име рода изведено је од народног имена ове врсте на једном од Картвелских језика. На грузијском (језику ове групе) зелкова је ძელქვა (дзелква). ძელ дзел = шипка, и ქვა ква = стена, јер се тврдо дрво често коришћено за издрживе шипке у грађевинарству. Епитет врсте значи „грабовог листа“

## Опис врсте
Једнодомо листопадно дрво пореклом са Кавказа. Достиже висину до 25 m и прсни пречник од 2 m. Круна је вазолика. Стабло се ниско изнад земље богато грана, а гране су скоро усправне.
Кора сиво-наранџаста, глатка, а код старијих индивидуа се танко, неправилно љуспа; са годинама љуспе отпадају и дебло постаје глатко. Пупољци ситни на танким, длакавим гранчицама.
Листови прости, спирално распоређени, елиптично издужени, по ободу назубљени (са 7-12 зубаца са обе стране), на кратким петељкама, 5-9 cm дуги и 2,5-6 cm широки, ујесен жућкасто-браонкасто-наранџасти. Лице листа је глатко и тамнозелено а наличје длакаво дуж нерава. 
Цветови једнополни и двополни. Двополни цветови су појединачни у пазуху листова. Цветни омотач је 4-5 делни, редукован. Цвета упоредо са листањем (април-мај). Анемогамна врста.
Плод смеђе заобљене суве орашичасте коштунице сазревају од септембра до октобра и расејавају се до краја зиме. Оне су капљичасто округластог облика, пречника 5-6 mm, са 4 ребра. У једном килограму има око 60.000 зрна. Семе је ексалбуминско, а ембрион испуњава потпуно семену шупљину.

## Ареал
Расте у западној Азији (Иран, Турска) и Кавказу (Јерменија, Азербејџан, Грузија). На Кавказу расте на 300 m н.в, док се у Ирану издиже и до 1500 m н.в.. 

## Биоеколошке карактеристике
Дуговечна врста, спорог раста, доживи 300 година. На влажним стаништима у близини Каспијског језера израста у дрвеће великих димензија. За нормалан развој потребно јој је дубоко, влажно глиновито земљиште јер образује брло моћан и дубок коренов систем. Обично расте у мешавини са другим лишћарима, али у долини реке Ленкорањ чај (Ленкорань чай) код Каспијског језера, на сразмерно сувом земљишту, образује мање чисте скупине. У Батумију на Црном мору расте у условима обилних годишњих падавина до 2300 mm, а у Бакуу на Каспијском језеру у условима од свега 240 mm. 

## Примена
Значај кавкаске зелкове за орнаменталну хортикултуру и пејзажну архитектуру је у изразитој декоративности њене коре и специфичном вазоликом изгледу круне, са кратким широким деблом ниско подељеним на бројне скоро усправне гране. Јапански назив за јапанску зелкову (Zelkova serrata (Thunb.) Makino) врло сродну врсту је кејаки (欅, ケヤキ), а идеограми значе дрво и човек са подигнутим рукама што верно описује хабитус обе врсте. У зеленим просторима може да се сади у виду солитера и у мањим групама. Ствара одличан хлад. 
У Србији је ретка, а према Петровићу (1951) није била честа ни у Европи:
"У Немачкој семе јој не може да сазри. Код нас сам је нашао свега у Београду у Ботаничкој башти. Добро изгледа, па се може закључити да добро подноси наше поднебље."
Године 1998. констатовано је осам стабала у Ботаничкој башти у Београду у распону висина од 1,5 до 21 m. Постоје три стабла висине 10-12 m у Арборетуму Шумарског факултета, и појединачна стабла у оквиру блоковског зеленила на Новом Београду.
Добро везује земљиште те се може користити и у противерозионим радовима. Дрво је доброг квалитета, готово превазилази храст. Веома је тврдо, савитљиво и тешко, и користи се у разне сврхе, као и за израду скупоценог намештаја. Мана је ниско гранање због чега је тешко добити дуге, праве комаде дебловине.

## Размножавање
Размножава се резницама, положницама, семеном и калемљењем на брест. Обилно даје коренске избојке. Зелене резнице третиране воденим раствором индолбутерне киселине (50 ppm) 24 сата, узете крајем јуна ожиљавале су се преко 90%. 
За генеративну репродукцију пре сетве препоручује се двонедељна до двомесечна хладно-влажна стратификација на 5-10°C, као метод за отклањање дормантности или потапање у воду 24 сата. Препоручује се сетва по површини стратификованог, влажног семена под стаклом или пластичном фолијом. За клијање је потребна светлост. Пожељна густина је 250-400 клијаваца по m2.